# Békás
Békás je obec v Maďarsku v župě Veszprém, spadající pod okres Pápa. Nachází se asi 9 km západně od Pápy, 24 km severovýchodně od Celldömölku, 29 km jihozápadně od Tétu, 30 km severozápadně od Devecseru a 38 km severovýchodně od Sárváru. V roce 2015 zde žilo 204 obyvatel, z nichž 88,6 % tvoří Maďaři.
Békás leží na silnici 8405. Je přímo silničně spojen s obcemi Kemeneshőgyész, Mezőlak, Mihályháza, Nyárád, Pápadereske a přes malou část Borsosgyőr s městem Pápa. Poblíže Békásu protéká řeka Marcal.
V Békásu se nachází zámek Vécsey-kastély, katolický kostel Szűz Mária az Egyház anyja-templom a kapličky Békássy-Hollán-kápolna (za tou se nachází místní hřbitov) a Békási-sírkápolna. Poblíže Békásu se taktéž nachází malý, nepojmenovaný rybník.
Název Békás je odvozen od slova béka (znamená žába) a přípony -ás (podobná jako česká přípona -ov).